# Žvýkání

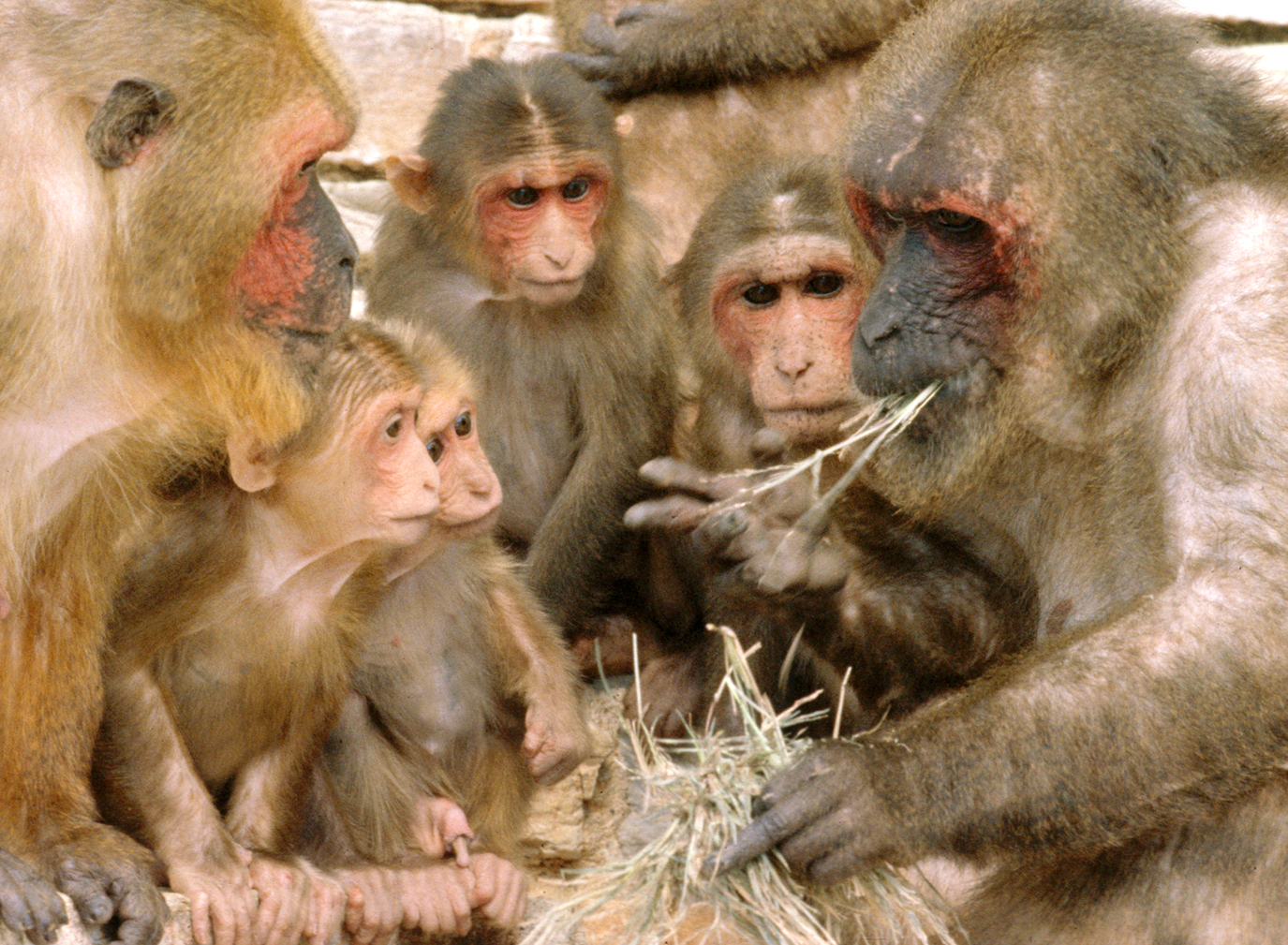
Opice žvýkají seno.

Žvýkání je proces drcení potravy nebo jiných pevných látek zuby. Cílem žvýkání je zpravidla rozmělnění potravy a její smísení s enzymy do úst vylučovanými, tedy zahájení trávení před následným spolknutím, respektive rozdrcení jídla na menší, měkčí kousky pomocí zubů, aby bylo možné potravu spolknout. Hlavním cílem žvýkání je nasytit se, získat energii a živiny v takovém množství, abychom byli schopni další existence. 
Žvýkání je vlastní živočichům s pokročilým metabolismem - savcům, najdou se však i výjimky u čelistnatých živočichů s nižším metabolismem, jako je žijící fosilie hatérie, studenokrevný plaz s komplexním rozmělňováním potravy v ústech.
Někdy je žvýkání časově odděleno od vlastního příjmu potravy – žvýkání dříve přijaté potravy zvrácené do úst se nazývá přežvykování.
Někdy neslouží žvýkání k zahájení trávení potravy, ale jeho účelem je postupné uvolňování jiných látek než živin, např. léčivých, otupujících či stimulujících látek. U člověka se rozšířilo i žvýkání umělých látek navozujících pocit chuti (žvýkačky) či látek s psychoaktivními složkami (např. listy koky, betel) nejen v rituálních obřadech a stalo se tak i společenským jevem.